# Fundulus
Fundulus is een geslacht van straalvinnige vissen uit de familie van killivisjes (Fundulidae).
Het geslacht is voor het eerst wetenschappelijk beschreven in 1803 door Bernard Germain de Lacépède.

## Soorten
Het geslacht bestaat uit 41 soorten:
- Fundulus albolineatus Gilbert, 1891
- Fundulus auroguttatus Hay, 1885
- Fundulus bermudae Günther, 1874
- Fundulus bifax Cashner & Rogers, 1988
- Fundulus blairae Wiley & Hall, 1975
- Fundulus catenatus Storer, 1846
- Fundulus chrysotus Günther, 1866
- Fundulus cingulatus Valenciennes, 1846
- Fundulus confluentus Good & Bean, 1879
- Fundulus diaphanus diaphanus Lesueur, 1817
- Fundulus diaphanus menona Jordan & Copeland, 1877
- Fundulus dispar Agassiz, 1854
- Fundulus escambiae Bollman, 1887
- Fundulus euryzonus Suttkus & Cashner, 1981
- Fundulus grandis Baird & Girard, 1853
- Fundulus grandissimus Hubbs, 1936
- Fundulus heteroclitus heteroclitus Linnaeus, 1766
- Fundulus heteroclitus macrolepidotus Walbaum, 1792
- Fundulus jenkinsi Evermann, 1892
- Fundulus julisia Williams & Etnier, 1982
- Fundulus kansae Garman, 1895
- Fundulus lima Vaillant, 1894
- Fundulus lineolatus Agassiz, 1854
- Fundulus luciae Baird, 1855
- Fundulus majalis Walbaum, 1792
- Fundulus notatus Rafinesque, 1820
- Fundulus notti Agassiz, 1854
- Fundulus olivaceus Storer, 1845
- Fundulus parvipinnis Girard, 1854
- Fundulus persimilis Miller, 1955
- Fundulus philpisteri García-Ramírez, Contreras-Balderas & Lozano-Vilano, 2007
- Fundulus pulvereus Evermann, 1892
- Fundulus rathbuni Jordan & Meek, 1889
- Fundulus relictus Able & Felley, 1988
- Fundulus rubrifrons Jordan, 1880
- Fundulus saguanus Rivas, 1948
- Fundulus sciadicus Cope, 1865
- Fundulus seminolis Girard, 1859
- Fundulus similis Baird & Girard, 1853
- Fundulus stellifer Jordan, 1877
- Fundulus waccamensis Hubbs & Raney, 1946
- Fundulus zebrinus Jordan & Gilbert, 1883